# フール・アル・カシミ
フール・アル・カシミ（Hoor Al Qasimi、1980年 - ）は、キュレーター。

## 概要
シャルジャ生まれ。英国でファインアートを学ぶ。2009年、シャルジャ美術財団を設立。
国際ビエンナーレ協会会長（2017）、ニューヨークのMoMA PS1、北京のユーレンス現代美術センターなどのボードメンバー。
第6回シャルジャ・ビエンナーレ（2003）の共同キュレーターを務めて以来、同ビエンナーレのディレクターを担う。
2023年の第15回シャルジャ・ビエンナーレでキュレーション。
第56回ヴェネツィア・ビエンナーレUAE館（2015）や第2回ラホール・ビエンナーレビエンナーレ（2020）でもキュレーター。
あいち2025芸術監督。
英メンズブランド「カシミ（QASIMI）」創業デザイナーのハリド・アル・カシミと双子。